# Futsal-Europameisterschaft 2003
Die 4. Futsal-Europameisterschaft wurde vom 17. bis 24. Februar 2003 in Italien ausgetragen. Am Turnier nahmen acht Nationalmannschaften teil, die zunächst in Gruppen und danach im K.-o.-System gegeneinander antraten. Den Titel gewann zum ersten Mal die Gastgebermannschaft Italiens.

## Spielorte
Die EM wurde zum ersten Mal in zwei verschiedenen Spielorten ausgetragen. Hauptaustragungsort war die PalaMaggiò in Castel Morrone bei Caserta, in der neben zwei Vorrundengruppen auch die Halbfinals und Finals ausgetragen wurden. Sie hat ein Fassungsvermögen von 8.000 Zuschauern.
Die Palazzetto dello Sport in Aversa diente als zweiter Austragungsort. Sie diente als Austragungsort von den beiden Vorrundengruppen. Die Palazzetto verfügt ebenfalls über 8.000 Zuschauerplätze.

## Teilnehmer
An der Europameisterschaft 2003 nahmen acht Mannschaften teil, Italien war als Gastgeber automatisch qualifiziert. Um die restlichen sieben Plätze kämpften insgesamt 28 Nationen, die auf sieben Gruppen aufgeteilt wurden, wobei nur die Gruppensieger einen Platz für die Finalrunde erhielten.
Die acht Teilnehmer der Endrunde wurden in zwei Gruppen gelost.
| Gruppe A   | Gruppe B |
| ---------- | -------- |
| Italien    | Ukraine  |
| Tschechien | Spanien  |
| Russland   | Belgien  |
| Slowenien  | Portugal |

## Vorrunde

### Gruppe A
| Pl. | Team       | Sp. | S | U | N | Tore | Diff. | Pkt. |
| --- | ---------- | --- | - | - | - | ---- | ----- | ---- |
| 1.  | Italien    | 3   | 3 | 0 | 0 | 8:2  | +06   | 9    |
| 2.  | Tschechien | 3   | 2 | 0 | 1 | 11:9 | +02   | 6    |
| 3.  | Russland   | 3   | 1 | 0 | 2 | 5:6  | −01   | 3    |
| 4.  | Slowenien  | 3   | 0 | 0 | 3 | 7:14 | −07   | 0    |

| 17. Februar 2003 in Aversa  |   |            |     |
| Tschechien                  | - | Russland   | 2:1 |
| 17. Februar 2003 in Aversa  |   |            |     |
| Italien                     | - | Slowenien  | 2:1 |
| 18. Februar 2003 in Caserta |   |            |     |
| Slowenien                   | - | Russland   | 3:4 |
| 18. Februar 2003 in Caserta |   |            |     |
| Italien                     | - | Tschechien | 5:1 |
| 20. Februar 2003 in Aversa  |   |            |     |
| Russland                    | - | Italien    | 0:1 |
| 20. Februar 2003 in Caserta |   |            |     |
| Slowenien                   | - | Tschechien | 3:8 |

### Gruppe B
| Pl. | Team     | Sp. | S | U | N | Tore  | Diff. | Pkt. |
| --- | -------- | --- | - | - | - | ----- | ----- | ---- |
| 1.  | Ukraine  | 3   | 2 | 0 | 1 | 14:9  | +05   | 6    |
| 2.  | Spanien  | 3   | 1 | 2 | 0 | 7:4   | +03   | 5    |
| 3.  | Portugal | 3   | 1 | 1 | 1 | 10:12 | −02   | 4    |
| 4.  | Belgien  | 3   | 0 | 1 | 2 | 5:11  | −06   | 1    |

| 17. Februar 2003 in Caserta |   |          |     |
| Belgien                     | - | Ukraine  | 2:7 |
| 17. Februar 2003 in Caserta |   |          |     |
| Spanien                     | - | Portugal | 3:3 |
| 18. Februar 2003 in Aversa  |   |          |     |
| Spanien                     | - | Belgien  | 1:1 |
| 18. Februar 2003 in Aversa  |   |          |     |
| Portugal                    | - | Ukraine  | 4:7 |
| 20. Februar 2003 in Caserta |   |          |     |
| Ukraine                     | - | Spanien  | 0:3 |
| 20. Februar 2003 in Aversa  |   |          |     |
| Portugal                    | - | Belgien  | 3:2 |

## Finalrunden

### Halbfinale
| 26. Februar 2003 | PalaMaggiò, Caserta | Italien | – | Spanien    | 2:1 (1:0) |
| 26. Februar 2003 | PalaMaggiò, Caserta | Ukraine | – | Tschechien | 5:1 (1:1) |

### Finale
| 28. Februar 2003 | PalaMaggiò, Caserta | Italien | – | Ukraine | 1:0 (0:0) |